# الحرب الأهلية في ميانمار (2021-الآن)
الحرب الأهلية في ميانمار، تسمى أيضًا ثورة ربيع ميانمار وحرب الدفاع الشعبية، هي حرب أهلية مستمرة في أعقاب حركات التمرد المستمرة منذ فترة طويلة في ميانمار والتي تصاعدت بشكل كبير ردًا على الانقلاب العسكري لعام 2021 وما تلاه من قمع عنيف ضد الاحتجاجات المناهضة للانقلاب.
في الأشهر التي أعقبت الانقلاب، بدأت المعارضة في الالتفاف حول حكومة الوحدة الوطنية، التي شنت هجومًا على مجلس إدارة الدولة (إس إيه سي)، المجلس العسكري. بحلول عام 2022، سيطرت المعارضة على أراضي كبيرة، وإن كانت قليلة السكان. في العديد من القرى والبلدات، أدت هجمات المجلس العسكري إلى طرد عشرات الآلاف من الأشخاص. في الذكرى الثانية للانقلاب، في فبراير 2023، اعترف رئيس مجلس إدارة الدولة، مين أونغ هلاينغ، بفقدان السيطرة المستقرة على «أكثر من ثلث» البلدات. يشير المراقبون المستقلون إلى أن العدد الحقيقي على الأرجح أعلى بكثير، حيث ما يزال ما لا يقل عن 72 بلدة من أصل 330 بلدة تحت سيطرة التاتماداو، وهي القوات العسكرية المتحالفة مع المجلس العسكري. من ناحية ثانية، فإن البلدات الخاضعة لسيطرة المجلس العسكري تشمل جميع المراكز السكانية الرئيسية.
نزح منذ سبتمبر 2022 نحو 1.3 مليون شخص داخليًا، وقتل أكثر من 13 ألف طفل. بحلول مارس 2023، قدرت الأمم المتحدة أنه منذ الانقلاب، احتاج 17.6 مليون شخص في ميانمار إلى مساعدة إنسانية، بينما نزح 1.6 مليون داخليًا، ودمر 55 ألف مبنى مدني. وقال مكتب الأمم المتحدة لتنسيق الشؤون الإنسانية إن أكثر من 40 ألف شخص فروا إلى البلدان المجاورة.
في أكتوبر 2023، بدأت وسائل الإعلام البورمية في الإبلاغ عن أن الرتب الدنيا من التاتماداو بدأت تفرغ، حيث كان الفرار وانخفاض الروح المعنوية أمرًا شائعا للغاية. تم الإبلاغ أيضًا عن أن التاتماداو تسيطر الآن على 40٪ من البلاد. في أوائل نوفمبر الثاني 2023، أفيد أن ثلاث ميليشيات مسلحة في شمال بورما، وهي جيش التحالف الوطني الديمقراطي في ميانمار، وجيش تانغ للتحرير الوطني، وجيش أراكان، قد دخلت النزاع رسميًا بالكامل. وقال بيان صادر عن الثلاثة إنهم استولوا على أكثر من 80 قاعدة عسكرية وبلدة تشينشويهاو الحدودية. شنت جماعات متمردة رئيسية أيضًا عدة هجمات مضادة مشتركة ضد المجلس العسكري، مثل العمليتين 1027 و1107. ووصفت الهجمات بأنها ناجحة، حيث استولى المتمردون على ما يقرب من 200 بلدة.

## معلومات أساسية
في صباح يوم 1 فبراير 2021، نجح التاتماداو في خلع حكومة ميانمار المنتخبة في انقلاب، وتشكيل مجلس عسكري. تم اعتقال الرئيس السابق وين مينت، أونغ سان سو تشي، والعديد من الأعضاء الآخرين في الرابطة الوطنية من أجل الديمقراطية خلال مداهمات الصباح الباكر وتم تعيين مين أونغ هلاينغ كقائد أعلى لخدمات الدفاع وحاكم فعلي للأمة.
الدوافع الدقيقة وراء الانقلاب غير واضحة. ادعى التاتماداو، في الفترة التي سبقت الانقلاب، أن الانتخابات العامة لعام 2020 شهدت 8.6 مليون مخالفة قام بها الناخبون، لكنها لم تقدم أي دليل. ربما كان الانقلاب وسيلة لإعادة بسط سلطة الجيش على البلاد منذ فترة طويلة والتي انتهت قبل عشر سنوات.
أدى القمع الدموي للمظاهرات المناهضة للانقلاب إلى إنشاء مجموعات مسلحة لمحاربة مجلس إدارة الدولة، المجلس العسكري. تحت اسم قوة الدفاع الشعبي (بي دي إف) وأوامر حكومة الوحدة الوطنية، التي شكلها البرلمانيون في مناصبهم قبل الانقلاب، أعلنت كل من قوات الدفاع الشعبي وحكومة الوحدة الوطنية رسميًا «حربًا دفاعية» ضد النظام العسكري في سبتمبر 2021. وقدرت منظمة مشروع بيانات الأحداث ومواقع النزاعات المسلحة اعتبارًا من 29 يوليو 2022، قتل حوالي 23521 شخصًا في أعمال العنف التي أعقبت انقلاب عام 2021.

### الصراع القائم
استمرت حركات التمرد في ميانمار منذ عام 1948 وكانت إلى حد كبير قائمة على العرق. كانت حركات التمرد الشيوعية واتحاد كارين الوطني الجهات الفاعلة المعارضة الأساسية للحكومة المركزية. على امتداد القرن العشرين، العديد من المنظمات المسلحة العرقية البارزة صعدت وهبطت من ناحية النفوذ والسيطرة. تشكلت فصائل متمردة أكبر مثل جيش استقلال كاشين (كيا) استجابة لانقلاب ني وين البورمي عام 1962 وقمعه السياسي المتزايد. نتج عن انتفاضة 8888، ردًا على الحكم الشمولي لني وين، تشكيل بعض ميليشيات بامار الحديثة الأولى من المتظاهرين المتجهين إلى المناطق الواقعة تحت سيطرة المتمردين العرقيين.
في أعقاب انتفاضة 8888، شكل مجلس الدولة لاستعادة القانون والنظام، الذي عرف فيما بعد باسم مجلس الدولة للسلام والتنمية، المجلس العسكري. أضعف التاتماداو بشدة الجماعات المتمردة العرقية، ودمر معظم قواعدها ومعاقلها خلال العقد الأول من القرن العشرين. بحلول وقت الإصلاحات السياسية في ميانمار 2011-2015، استعاد المجلس العسكري السيطرة على العديد من معاقل المتمردين منذ فترة طويلة بما في ذلك كوكانغ وولاية كارين.
كجزء من إصلاحاته السياسية وإرساء الديمقراطية، أنشأ دستور عام 2008 مناطق تتمتع بالإدارة ذاتية مع زيادة الحكم الذاتي. في عام 2015، تم توقيع اتفاقية وقف إطلاق النار (إن سي إيه) على مستوى البلاد بين ثماني منظمات عرقية مسلحة والحكومة المركزية. ومع ذلك، بحلول عام 2018، بدأت اتفاقية وقف إطلاق النار بالانهيار، بسبب الانتهاكات المزعومة للاتفاقية من قبل جنود التاتماداو الذين دخلوا أراضي المنظمات العرقية المسلحة لبناء الطرق. واصل العديد من غير الموقعين على الاتفاقية النزاع. في أواخر عام 2016، شكل أربعة من غير الموقعين على اتفاقية وقف إطلاق النار في أنحاء البلاد التحالف الشمالي، بما في ذلك جيش كيا وجيش أراكان، الذين انخرطوا في حرب مع الحكومة المركزية وغيرها من المنظمات العرقية المسلحة.

## المقدمة

### المتظاهرون المسلحون
بحلول أواخر مارس 2021، سافر عشرات المتظاهرين إلى المناطق الحدودية في ميانمار للتجنيد والتدريب تحت قيادة إحدى الجماعات المتمردة العديدة في البلاد، مما زاد من خطر نشوب حرب أهلية في جميع أنحاء البلاد. اقترحت اللجنة التي تمثل بيداونغسو هلوتاو أيضًا تشكيل «قوة مسلحة اتحادية» لمحاربة الجيش، وهدد جيش أراكان في أواخر مارس بإنهاء وقف إطلاق النار مع الجيش إذا «استمر الأخير في ذبح المدنيين».
خلال أواخر مارس، بدأ المتظاهرون بشكل متزايد في تسليح أنفسهم بأسلحة محلية الصنع مثل البنادق في محاولة للدفاع عن أنفسهم ضد هجمات الجيش. وفي الوقت نفسه، أصبحت الاشتباكات مع الجنود وهجمات العبوات الناسفة ضد المباني الإدارية ومراكز الشرطة أكثر شيوعًا مع تزايد ميل المتظاهرين لاستخدام المقاومة المسلحة.

### تجدد الصراع العرقي
أدت الاضطرابات في جميع أنحاء البلاد والحاجة المتزايدة لقوات المجلس العسكري في المناطق الحضرية التي كانت سلمية في السابق إلى تعزيز عمليات المنظمات المسلحة العرقية. كان جيش كيا مسبقًا قد شن هجومًا ضد الجيش منذ فبراير واستولى على قاعدة علاو بوم العسكرية بالقرب من بلدة لايزا في 25 مارس 2021. في اليوم التالي، هاجم جيش التحرير الوطني كارين قاعدة عسكرية، مما أسفر عن مقتل 10 جنود وأسر رهائن آخرين في أول هجوم على الجيش منذ بدء الاحتجاجات. شهد اليوم التالي اشتباكات كالاي 2021، وهي أول مقاومة مسلحة علنية من قبل المتظاهرين في بلدة كالاي ضد المجلس العسكري. استخدم المتظاهرون أسلحة محلية الصنع ضد الجنود وقوات الأمن الذين هاجموا معسكرًا للاحتجاج.
أعلن المجلس العسكري أنه سيوقف جميع العمليات العسكرية في 29 مارس 2021 وسيجري مفاوضات ثنائية مع الجماعات العرقية المسلحة. ومع ذلك، واصل جيش كيا هجماته مشيرًا إلى أن جيش ميانمار واصل عملياته كالمعتاد. خلال شهر أبريل، اشتدت الاشتباكات غير الرسمية، مثل يوم 8 أبريل عندما قاتل المتظاهرون ضد الجنود ببنادق الصيد والقنابل الحارقة في معركة أسفرت عن مقتل 11 متظاهرًا. في اليوم نفسه، تجاوز عدد الوفيات المرتبطة بالاحتجاجات المناهضة للانقلاب في البلاد 600 منذ 1 فبراير 2021.
وانضمت سبع مجموعات متمردة كانت موقعة على اتفاق وقف إطلاق النار في أنحاء البلاد إلى اللجنة التي تمثل بيداونغسو هلوتاو، بما في ذلك الجبهة الديمقراطية الطلابية لعموم بورما واتحاد كارين الوطني. هاجم التحالف الشمالي، الذي يتألف من جيش أراكان وجيش تحرير تانغ الوطني وجيش التحالف الوطني الديمقراطي في ميانمار، مخفرًا للشرطة في نونغمون بولاية شان، مما أسفر عن مقتل ما لا يقل عن 10 من ضباط الشرطة، مشيرًا إلى تجاهلهم لدعوة المجلس العسكري إلى وقف إطلاق النار. ردًا على ذلك، في 11 أبريل 2021، شن جيش المجلس العسكري هجومًا مضادًا لاستعادة قاعدة علاو بوم باستخدام الضربات الجوية والقوات البرية، لكنه اضطر إلى التراجع وسط خسائر فادحة.